# Chețani (gmina)
Chețani – gmina w Rumunii, w okręgu Marusza. Obejmuje miejscowości Chețani, Coasta Grindului, Cordoș, Giurgiș, Grindeni, Hădăreni i Linț. W 2011 roku liczyła 2665 mieszkańców.